# Lądowisko Piotrków Trybunalski-Szpital
Lądowisko Piotrków Trybunalski-Szpital – lądowisko sanitarne w Piotrkowie Trybunalskim, w województwie łódzkim, położone przy ul. Rakowskiej 15. Przeznaczone jest do wykonywania startów i lądowań śmigłowców sanitarnych i ratowniczych w dzień i w nocy o dopuszczalnej masie startowej do 5700 kg.
Zarządzającym lądowiskiem jest Samodzielny Szpital Wojewódzki im. Mikołaja Kopernika w Piotrkowie Trybunalskim. W roku 2008 zostało wpisane do ewidencji lądowisk Urzędu Lotnictwa Cywilnego pod numerem 46